# Tirta Kencana
Tirta Kencana is een bestuurslaag in het regentschap Banyuasin van de provincie Zuid-Sumatra, Indonesië. Tirta Kencana telt 3241 inwoners (volkstelling 2010).